# صخور الغطاء
صخور الغطاء أو صخر السقف هو أشد أنواع الصخور أو أكثرها مقاومة والتي تعلو فوق الصخور الأضعف أو الأقل مقاومة. ومن الأنواع الشائعة لصخور الغطاء، الحجر الرملي والصخور فوق المافية. وفي عمليات مثل تراجع الانحدار، تتحكم صخور الغطاء في معدل تعرية الانحدار. وكما تُقطع الصخور اللينة، يتم جز صخور الغطاء بشكل دوري. وتوجد صخور الغطاء أيضًا على قمة تشكيلات هضاب ميسا.

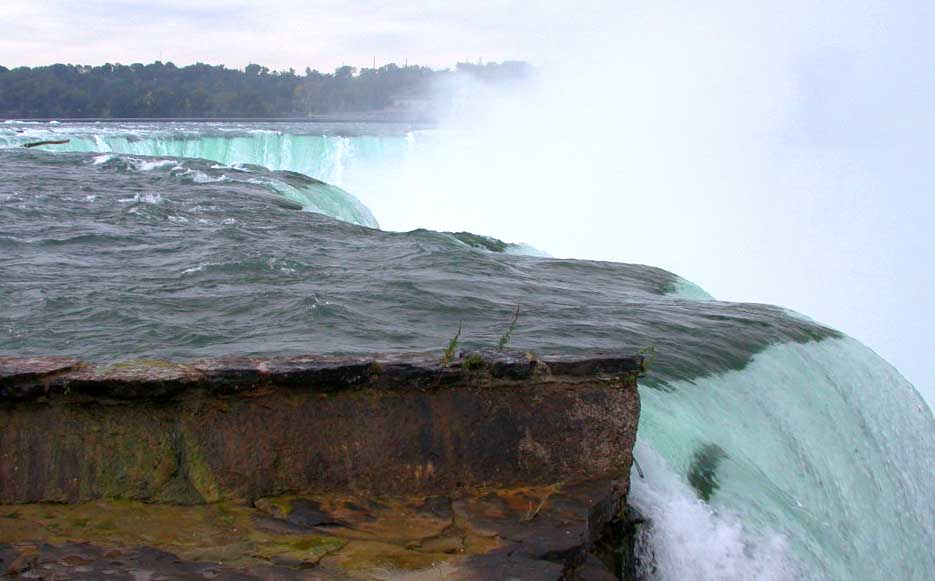
شلالات هورس شو
جزء من جرف نياجرا

يعتبر جرف نياجرا، الذي تتدفق منه شلالات نياجرا، مثالاً على الانحدار أو الجرف. في شلالات نياجرا، تكون صخور الغطاء هي قاع النهر الواقع فوق الشلالات، وهذا ما يمنع النهر من تعرية وجه الشلال بسرعة كبيرة. في هذه الصورة، تعتبر الطبقة الرفيعة الداكنة الموجودة في المقدمة والتي لا تجري المياه فيها هي صخور الغطاء. وتتكون صخور الغطاء في النياجرا من الحجر الجيري الدولوميتي (دولوستون). ويمكن تشبيه صخور الغطاء بالقشرة الخارجية للقالب التي تكون أكثر صلابة من الطبقة السفلية.

## النفط
في الصناعة النفطية، تعتبر صخور الغطاء تشكيلاً من التشكيلات غير المُنفذة والتي قد تعيق النفط أو الغاز أو الماء وتمنعه من الوصول إلى السطح. ويمكن لصخور الغطاء أو المحبس أن تكون خزان للنفط أو الغاز أو الماء تحته، وهو الهدف الرئيسي للصناعة النفطية.

## صخور الغطاء ذات القبة الملحية
تذوب قمم القباب الملحية كتلك الموجودة في خليج المكسيك بطريقة خاصة ويتراوح سمكها بين 0 - 1500 قدم. تتم أولاً إزالة (ملح) الهاليت تاركًا خلفه الجبس والانهيدريت. ويتفاعل الانهيدريت والجبس مع المواد العضوية لتكوين الكالسيت. وتصف دراسة موراي القديمة عام 1966 التسلسل العام على هذا النحو الرواسب - كالسيت - جبس - انهيدريت - ملح.